# Willem Hielkema (pianist)
Willem Hielkema (Leeuwarden, 15 december 1921 - ?, ? april 2007) was een Nederlands pianist.
Hij was zoon van een kantoorbediende en later handelaar in grammofoonplaten Tiemen Hielkema en Ymkje Giezen.
Zijn muzikale loopbaan begon al op de lagere school, waarbij hij in een schoolorkestje zat waarvan ook Harry Verbeke deel uitmaakte. Hij kreeg zijn muziekopleiding aan het Haags Conservatorium, onder anderen van Cor de Groot. Al tijdens zijn studietijd zat Hielkema op de podia; zijn debuut vond plaats bij de Groningse Orkest Vereniging onder leiding van Jan van Epenhuysen. Hielkema kreeg daarbij speciale toestemming van Sem Dresden, directeur van genoemd conservatorium om het Pianoconcert nr. 2 van Franz Liszt uit te voeren als nog niet afgestudeerd musicus. Willem Hielkema werd daarna voornamelijk bekend met het geven van talloze jeugd- en schoolconcerten (Stichting voor muziekonderwijs in concertvorm op Nederlandse scholen). Volgens een interview, afgedrukt in de Leeuwarder Courant van 13 september 1991 zou hij er met collega-musici 15.000 hebben gegeven en rond de 3 miljoen kilometer afgelegd hebben. Onder die collegae bevonden zich Herman Krebbers, Theo Olof en Albert Vogel jr. Ondertussen begeleidde hij musici als cellist Paul Tortelier met wie hij heel Europa doortrok en violist Thomas Magyar.
In de jaren vijftig van de 20e eeuw werd er van hem en Magyar een aantal elpees uitgegeven; er verscheen in 1959 zelfs een single met Liebesfreud van Fritz Kreisler.
De vele schoolconcerten en het leven als concertpianist leverden hem in 1979 de onderscheiding als ridder in de Orde van Oranje-Nassau op. Een jaar later stokte zijn muzikale loopbaan; een verkeersongeluk waarbij hij zijn vrouw verloor, haalde zijn enthousiasme voor het concertleven weg.